# Новокарцево
Новокарцево — деревня в Дмитровском районе Московской области, в составе городского поселения Яхрома. Население — 9 чел. (2010). До 2006 года Новокарцево входило в состав Подъячевского сельского округа. В деревне действует церковь Покрова Пресвятой Богородицы 1717 года постройки, подворье Спасо-Влахернского монастыря.
Деревня расположена в центральной части района, примерно в 8 км на запад от города Яхромы, у истоков безымянного ручья, притока реки Дятлинки (левый приток Яхромы, высота центра — 216 м над уровнем моря. Ближайшие населённые пункты — Доронино на западе и Селявино на юге.
Одной из самых богатых и плодородных земель в Дмитровском уезде считалась Обольяновская волость. Не зря эти места присмотрели известные дворянские фамилии Олсуфьевых, Подъячевых, Голицыных. Здесь строились роскошные усадьбы, златоглавые церкви, фабрики и мельницы, трактиры и церковно-приходские школы.
Сначала с 1631 г. в селе Новокарцево (Новая, Бережки, Новлянское, Новое, Ново-Карцево), принадлежавшем Богдану Никитичу Дубровскому, существовала деревянная церковь в честь Покрова Пресвятой Богородицы. Строительство одноимённой каменной церкви было начато новым владельцем села Петром Андреевичем Толстым в начале XVII в., но вскоре прервано в связи с указом Петра I о запрещении «каменного строительства вне Петербурга». Однако по ходатайству заказчика в 1717 г. храм достроили. В храме был устроен придел в честь Рождества Христова. В первой половине XIX в. была пристроена каменная колокольня. Один из кленов, которому больше ста лет, ещё шумит около церкви своими могучими ветвями. 
После смерти священника в 1918 году храм был закрыт. В начале 1920-х годов церковное имущество экспроприировали. Помещение храма использовалось сначала как клуб, а затем было отдано колхозу под склад минеральных удобрений. В 1998 году официально зарегистрировали православную общину храма, начались восстановительные работы. В 2002 году Покровская церковь была передана в качестве подворья Спасо-Влахернскому монастырю поселка Деденево.
Богослужения в церкви проводятся регулярно по воскресным и праздничным дням. 
К 20-м годам прошлого столетия в селе Новокарцево Обольяновской волости проживало 263 человека. О том, что барская усадьба находилась по соседству с белокаменным Покровским храмом, говорят несколько обстоятельств. Во-первых, до сих пор местные жители находят в своих огородах большое количество старого битого кирпича. Усадебный комплекс, в который входили усадебный дом, хозяйственные постройки, конюшни, был выполнен, скорее всего, из кирпича, который делали на кирпичном заводе в селе Языково. Ну а во-вторых, здесь сохранилось несколько старинных прудов, которые так любили возводить помещики.
У прудов в Новокарцеве имеются свои названия — Красный и Белый. Красным пруд крестьяне назвали из-за цвета крыльца барского дома, на которое частенько выходил барин полюбоваться здешними красотами. А белым — из-за того, что в нём батюшка сельского храма святил воду.
Великая Отечественная война не прошла незаметно для жителей Новокарцева. В их избах в ноябре 1941 года на постой разместились моторизованные части Вермахта. Местные жители вспоминают, как немецкие солдаты, голодные и промерзшие до костей, никак не могли отделаться от вшей. Помыться в то суровое время было негде. Оккупация села длилась около двух недель. За день до наступления советских войск немецкие солдаты сказали всем оставшимся в живых старикам, женщинам брать с собой детей, пожитки и уходить в лес. Через 12 часов здесь должен был начаться кровавый бой.
После войны жизнь возвращалась медленно, но верно в прежнее русло, в деревню с фронта приходили уцелевшие мужчины. В соседнем селе Подъячево образовался колхоз «Арбузово». Построили несколько животноводческих ферм, завезли коров. В хозяйстве работали крестьяне почти всех близлежащих деревень. Стадо составляло тогда 1200 голов. Колхоз давал возможность заработать на жизнь и обеспечить семью всем необходимым. После перестройки совхоз «Арбузово» быстро превратился из процветающего предприятия в банкрота. Колхозные поля заросли травой, а дружный и работоспособный коллектив развалился.

## Население
| 2002 | 2006 | 2010 |
| ---- | ---- | ---- |
| 8    | ↘0   | ↗9   |